# کارل-یوزف آسن‌ماخر
کارل-یوزف آسن‌ماخر (انگلیسی: Karl-Josef Assenmacher؛ زادهٔ ۳۰ مهٔ ۱۹۴۷) یک داور فوتبال اهل آلمان است. 